# Enron

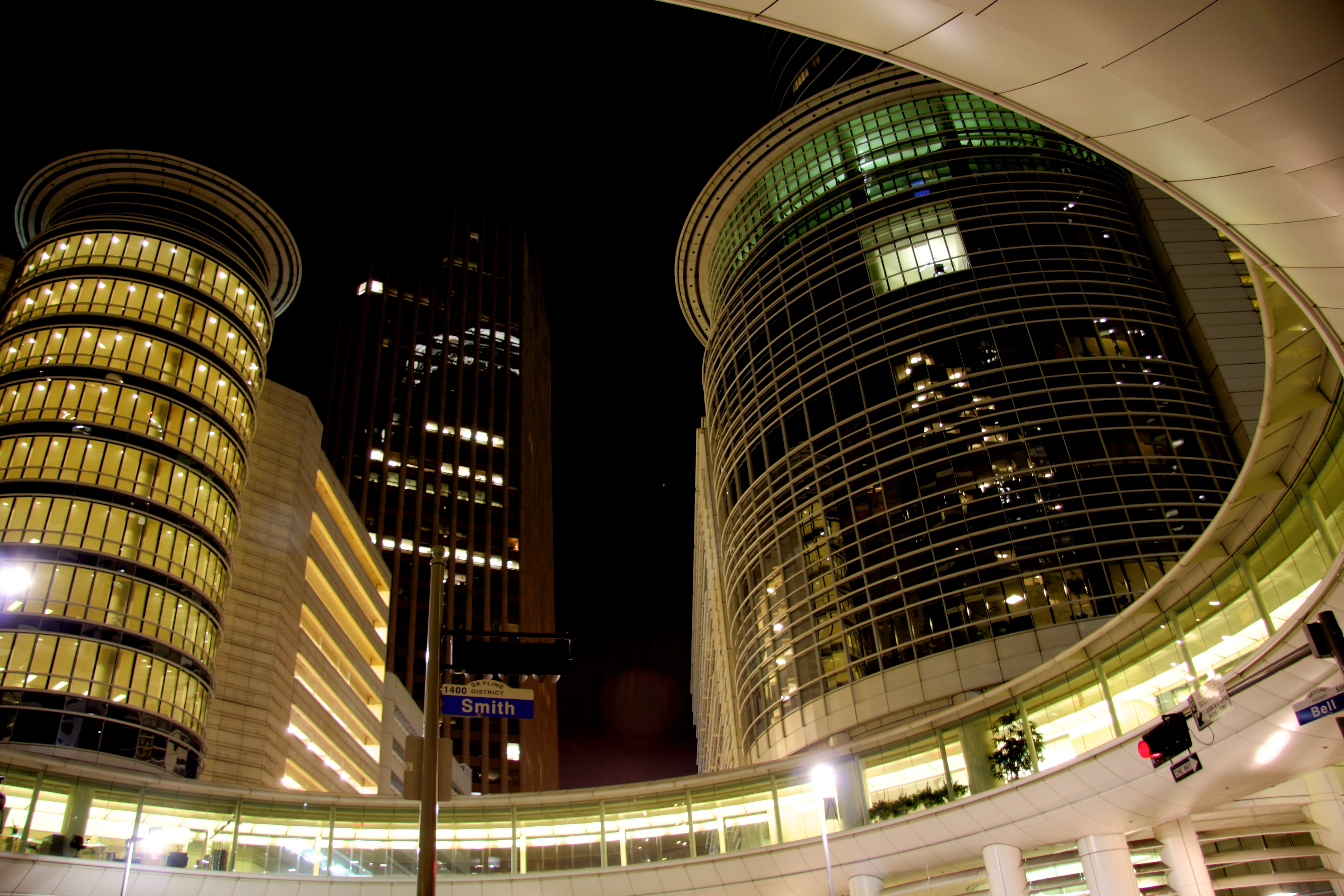
Voormalig hoofdkantoor van Enron in Houston, Texas

Enron was in de jaren tachtig van de twintigste eeuw een Amerikaans energiebedrijf, dat vooral gas leverde.

## Geschiedenis
Begin jaren negentig ging het bedrijf zich toeleggen op handel: de kernactiviteiten verschoven van gaslevering naar kopen en verkopen van leveringscontracten op de termijnmarkt. In korte tijd investeerde Enron ook miljarden in water, telecommunicatie, metaal, chemie, internet, verzekeringen en andere producten en diensten. Het bedrijf werd hét grote voorbeeld voor iedereen die meende dat in de nieuwe economie snel veel geld te verdienen viel. 
Maar Enron gaf meer uit dan er binnenkwam en hield verliezen uit de boeken, door schimmige constructies met honderden dochterondernemingen. Toen het bedrijf uiteindelijk over de kop ging, bleek dat managers miljoenen in hun zak stopten, accountants bewijsmateriaal vernietigd hadden, dat het bedrijf de verkiezingscampagnes van vrijwel alle presidentskandidaten, zowel Democraten als Republikeinen, had gefinancierd en dat er bijna duizend dochterondernemingen waren opgezet om belasting te ontduiken en de boekhouding op te fleuren. 
Na onderzoek door de Amerikaanse financiële controlecommissie (SEC) werd niet alleen duidelijk dat het bedrijf zijn winsten lange tijd fors had overdreven, maar zou ook blijken dat Enron 20 miljard dollar in het rood stond. In december 2001 was de energiereus failliet en stonden 21.000 werknemers op straat. In januari 2002 werd een strafrechtelijk onderzoek ingesteld naar de praktijken van Enron, nam de directie ontslag en pleegde een ex-topman zelfmoord. Dit schandaal was een van de aanleidingen tot wereldwijd verhoogde aandacht voor corporate governance, en indirect de oorzaak van een verscherpte wetgeving op dit vlak, onder meer middels de Sarbanes-Oxley-wet.
Ook de positie van de accountant van deze onderneming, Arthur Andersen, kwam in het geding. Arthur Andersen was een van de oudste en meest gerenommeerde accountantskantoren van de Verenigde Staten. De accountant had een goedkeurende verklaring voor de jaarrekening van Enron afgegeven, terwijl overduidelijk was dat een en ander niet klopte. Toen de Amerikaanse financiële toezichthouder bij Arthur Andersen de administratie opvroeg, bleken vele documenten vernietigd. Ten gevolge van het Enron-schandaal is Arthur Andersen opgehouden te bestaan.